# Floronia
Floronia (Simon, 1887) è un genere di ragni appartenente alla famiglia Linyphiidae.

## Distribuzione
Le sei specie oggi note di questo genere sono state rinvenute in Asia, Europa e in Ecuador.

## Tassonomia
Considerato genere valido dall'aracnologo Millidge in un lavoro del 1984 e da un successivo lavoro di Merrett, Locket e Millidge del 1985; contra un precedente studio dello stesso Millidge del 1977, in cui era ritenuto un sinonimo posteriore di Tapinopa Westring, 1851.
Dal 2009 non sono stati esaminati esemplari di questo genere.
A dicembre 2012, si compone di sei specie:
- Floronia annulipes Berland, 1913 — Ecuador
- Floronia bucculenta (Clerck, 1757) — Europa, Russia
- Floronia exornata (L. Koch, 1878)[3] — Corea, Giappone
- Floronia hunanensis Li & Song, 1993 — Cina
- Floronia jiuhuensis Li & Zhu, 1987 — Cina
- Floronia zhejiangensis Zhu, Chen & Sha, 1987 — Cina

### Sinonimi
- Floronia frenata (Wider, 1834); esemplari posti in sinonimia con F. bucculenta (Clerck, 1757); questa denominazione di Clerck è stata validata dall'ICZN con la circolare n.104[1].
- Floronia sapporensis (Saito, 1934); esemplare trasferito dal genere Neriene e posta in sinonimia con F. exornata (L. Koch, 1878) a seguito di un lavoro dell'aracnologo Ono (2009a)[1].

### Nomen dubium
- Floronia fagei Caporiacco, 1955; esemplari maschili e femminili, reperiti in Venezuela e inizialmente ascritti al genere Tapinopa da un lavoro di Brignoli (1983c); a seguito di uno studio di Miller (2007a), sono attualmente ritenuti nomina dubia[1].